# Super RTL Fun Night
Die Super RTL Fun Night war eine vom finnischen Spieleentwickler RedLynx konzeptionierte Fernsehsendung, die von 2003 bis 2009 produziert und auf Super RTL und MTV3 ausgestrahlt wurde. Die interaktive Spielshow lief ursprünglich parallel zu der in Finnland gezeigten Sendung Fun Night. In der Sendung war es den Zuschauern möglich, kostenpflichtig per SMS in der Sendung zu interagieren. Auf diese Weise konnten Spiele gespielt oder individuelle SMS-Grüße mittels Sprachsynthese vorgelesen werden, was zur damaligen Zeit als Novum galt.

## Inhalt

### Rubriken
In der Sendung gab es drei Rubriken:
- SMS-Grüße: In dieser Rubrik war es den Zuschauern möglich, per SMS einen Text zu senden, welcher dann mittels Sprachsynthese von einer computeranimierten Figur (z. B. ein Hase, der Weihnachtsmann, Talkshowmaster) vorgelesen wurde. Diese Rubrik wurde in der Regel von 3:00 Uhr bis 4:30 Uhr gesendet.
- Spiele: In dieser Rubrik war es den Zuschauern möglich, per SMS Koordinaten zu senden, welche im Spiel eine Aktion (z. B. Asteroiden abschießen oder Schlachten mit einem Katapult führen) ausgelöst haben. Diese Rubrik wurde zeitweise moderiert und in der Regel von 4:30 Uhr bis 6:00 Uhr gesendet.
- Flirt@Night: Diese Rubrik wurde nur in den ersten Monaten der Fun Night gesendet. Hierbei war es möglich, Kontaktanzeigen aufzugeben und Partner- bzw. Freundschaften zu gründen. Meist wurde nebenbei in einem separaten Fenster Wiederholungen von Zeichentrickserien wie z. B. Powerpuff Girls gezeigt, welche am Vortag auf Toggo ausgestrahlt wurden.

Auf der Website der Super RTL Fun Night wurden einige Browserspiele angeboten, die an das Konzept der interaktiven TV-Spiele angelehnt waren. Darüber hinaus gab es auch einen Chatraum.

### Moderation
Die Rubrik Spiele wurde in der Fun Night zeitweise von sogenannten Cavemastern moderiert. Die bürgerlichen Namen der Moderatoren sind nicht bekannt, da sie ausschließlich unter Nicknames auftraten. Anstelle der Sprachsynthese wurde in der finnischen Fassung auch die Rubrik SMS-Grüße teilweise moderiert.
Cavemaster in der deutschsprachigen Fassung (Auswahl):
- Dean
- Euronaut
- Franzi
- Monaco
- Penny Lane
- Princess
- Rick
- Rosey

### Trivia
- Das Aussehen der computeranimierten Figuren aus der Rubrik SMS-Grüße ist an das Charakterdesign der kanadischen Einwohner aus der Serie South Park angelehnt.
- Es waren gelegentlich Computerabstürze und Blue Screens zu sehen.

## Ausstrahlung
Die Sendung wurde werktags nachts von 3:00 bis 6:00 Uhr ausgestrahlt, gelegentlich begann die Ausstrahlung auch früher bzw. später. Seit April 2009 wurde die Sendung nur noch unregelmäßig ausgestrahlt; Im Oktober 2009 wurde die Ausstrahlung aufgrund von zu niedrigen Quoten eingestellt. In Finnland endete die Ausstrahlung bereits 2006. Einige interaktive SMS-Spiele wie Katapult oder Astronaut waren lizenziert zeitweise auch in anderen Ländern verfügbar.